# Christian Friis (1556–1616)
Christian Friis till Borreby, född 21 december 1556, död 1616, var en dansk ämbetsman. Han var brorson till Johan Friis.
Friis fick efter långvariga utrikesresor och en tids tjänstgöring i ränteri och kansli Trondheims län samt Jämtland och Härjedalen som förläning. Hemkallad 1589, blev Friis 1596 riksråd och kansler. Som sådan utövade han ganska stort inflytande och användes ofta i beskickningar till främmande makter, bland annat till England 1600 och 1603. Under Kalmarkriget var han i kungens frånvaro ordförande i regeringen och därpå ledare för de danska sändebuden vid fredsförhandlingarna i Knäred.